# Lago Esrom
Il lago Esrom ((DA)  Esrum Sø), è il terzo per superficie della Danimarca; si trova nella regione di Hovedstaden sull'isola di Sjælland.
La lunghezza da nord a sud è di 8,4 km; ci sono tre distinte calette all'estremità settentrionale e la stretta baia di Møllekrogen a sud.
La foresta di Gribskov si estende sulla sponda occidentale mentre su quella orientale si trova il Palazzo di Fredensborg.

## Altri progetti

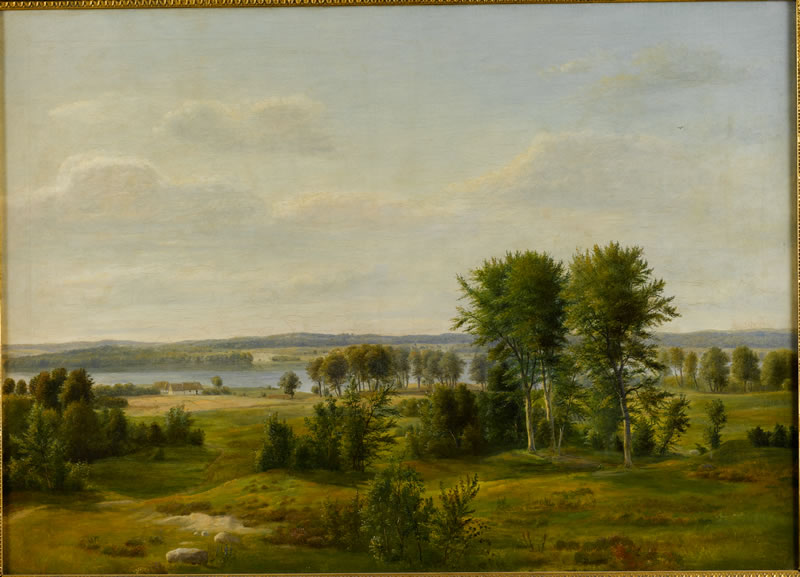
Il lago Esrom nel 1840.